# Aloeides lenningi
Aloeides lenningi är en fjärilsart som beskrevs av Tite och Dickson 1973. Aloeides lenningi ingår i släktet Aloeides och familjen juvelvingar. Inga underarter finns listade i Catalogue of Life.